# Mucizonia
Mucizonia es un género   de plantas con flores perteneciente a la familia Crassulaceae. 
Todas sus especies están consideradas sinónimos del género Sedum.